# Vall de Cardós
Vall de Cardós – gmina w Hiszpanii, w prowincji Lleida, w Katalonii, o powierzchni 56,43 km². W 2011 roku gmina liczyła 406 mieszkańców.